# Apistosia chionora
Hesychopa chionora là một loài bướm đêm thuộc phân họ Arctiinae, họ Erebidae.